# Martijn Verschoor
Martijn Verschoor (Bovensmilde, 4 mei 1985) is een Nederlands voormalig wielrenner die in 2017 zijn carrière afsloot bij Team Novo Nordisk.

## Belangrijkste overwinningen
2011
2e etappe Ronde van Beauce

## Resultaten in voornaamste wedstrijden
| Jaar | Milaan-San Remo | Parijs-Tours |
| ---- | --------------- | ------------ |
| 2011 |                 | opgave       |
| 2012 | opgave          | 129e         |
| 2013 |                 |              |
| 2014 |                 |              |
| 2015 |                 | 61e          |
| 2016 | 153e            |              |
| 2017 | 166e            |              |

## Ploegen
- 2008 –  KrolStonE Continental Team
- 2010 –  Team Type 1
- 2011 –  Team Type 1-Sanofi[1]
- 2012 –  Team Type 1-Sanofi
- 2013 –  Team Novo Nordisk
- 2014 –  Team Novo Nordisk
- 2015 –  Team Novo Nordisk
- 2016 –  Team Novo Nordisk
- 2017 –  Team Novo Nordisk

Bazzana · Bertogliati · Bodrogi · Bowden · Calabria · Callegarin · Dugan · Eldridge · Grendene · Ilešič · A. Jefimkin · V. Jefimkin · Kerkhof · King · Kobzarenko · Kocjan · Mejías · Melero · Reijnen · Sjmidt · Steward · Verschoor · Magner (stagiair) · Rosskopf (stagiair)
Antomarchi · Bazzana · Bertogliati · Bodrogi · Bowden · Calabria · Callegarin · Colli · Cusin · Dugan · El Fares · Eldridge · Fortin · Ilešič · Jefimkin · Kocjan · Laengen · Mejías · Preidler · Reijnen · Rosskopf · Serebrjakov · Verschoor · Lozano (stagiair)
Ambrose · Cherhal · Clancy · Cremers · De Mesmaeker · Dilley · Glasspool · Henttala · de Keijzer · Lefrançois · Lozano · Mejías · Peron · Planet · Raeymaekers · Strobel · Verschoor · Williams · Kamstra (stagiair)
Ambrose · Benhamouda · Cherhal · Clancy · Cremers · De Mesmaeker · Dilley · Glasspool · Henttala · Kamstra · de Keijzer · Lefrançois · Lozano · Mejías · Peron · Planet · Verschoor · Williams · van IJzendoorn (stagiair) · Valognes (stagiair)
Benhamouda · Calabria · Cherhal · Clancy · Gioux · Henttala · van IJzendoorn · Kamstra · de Keijzer · Lozano · McClure · Mejías · Peron · Planet · Poli · Valognes · Verschoor · Williams · Brand (stagiair)